# Sindri (Burkina Faso)
Pour les articles homonymes, voir Sindri (homonymie).
Sindri est une localité du département du Guibaré, dans la province du Bam, dans le Centre-Nord, au Burkina Faso. 

## Géographie
En raison de la découverte de gisements d'or, Sindri et le village voisin de Goèra, situé dans le département de Bokin dans la province du Passoré, ont un différend foncier concernant la limite de leurs territoires respectifs, avec un conflit qui remonte à 1971 et oppose deux familles pour la propriété de terres agricoles.

## Démographie
Lors du recensement de 2006, on y a dénombré 2 397 habitants.